# REMIOROMEN SPECIAL LIVE at SAITAMA SUPER ARENA
『REMIOROMEN SPECIAL LIVE at SAITAMA SUPER ARENA』（レミオロメン・スペシャル・ライブ・アット・サイタマ・スーパー・アリーナ）は、日本のロックバンド・レミオロメンの4作目の映像作品。

## 解説
- 初回限定盤特典
  - デジパック仕様
  - B3ポスター

- レミオロメンのDVDでは初の2枚組。収録曲は2009年1月から4月末まで行われた「風のクロマ」ツアーのセットリストをベースにしている。

- シングル「恋の予感から」と同時発売。
  - 「恋の予感から」との連動特典として、応募シリアルNoを封入。シリアル番号1個でオリジナル待受けFlashを、2個でレミオロメンから年賀状（ハガキ）が送られる。

- このライブで「Starting Over」が初披露された。

## 収録曲

### Disc 1
1. リズム
初出：シングル（2007年12月12日）
2. ランデブータンデム
初出：｢風のクロマ｣（2008年10月29日）
3. 1-2 Love Forever
初出：｢HORIZON｣（2006年5月17日）
4. 雨上がり
初出：シングル（2003年5月21日）／｢朝顔｣（2003年11月19日）
5. 太陽の下
初出：シングル（2006年3月1日）
6. Wonderful & Beautiful
初出：シングル（2007年12月12日）
7. 紙ふぶき
初出：｢HORIZON｣（2006年5月17日）
8. 電話
初出：シングル（2003年8月20日）／｢朝顔｣（2003年11月19日）
9. 粉雪
初出：シングル（2005年11月16日）／｢HORIZON｣（2006年5月17日）
10. 青春の光
初出：｢風のクロマ｣（2008年10月29日）
11. モラトリアム
初出：シングル（2005年1月12日）／｢ether[エーテル]｣（2005年3月9日）
12. 五月雨
初出：シングル（2004年5月19日）
13. アイランド
初出：「Flash and Gleam」（2006年11月11日）
14. 星取り
初出：｢風のクロマ｣（2008年10月29日）
15. もっと遠くへ
初出：シングル（2008年7月30日）
16. 南風
初出：シングル（2005年2月9日）／｢ether[エーテル]｣（2005年3月9日）
17. スタンドバイミー
初出：｢HORIZON｣（2006年5月17日）
18. 明日に架かる橋
初出：｢HORIZON｣（2006年5月17日）
19. 翼
初出：｢風のクロマ｣（2008年10月29日）
20. 透明
初出：｢風のクロマ｣（2008年10月29日）
21. 夢の蕾
初出：シングル（2009年1月7日）

### Disc 2
アンコール
1. ビールとプリン
初出：「フェスタ」（2003年3月12日）／｢朝顔｣（2003年11月19日）
2. 朝顔
初出：｢朝顔｣（2003年11月19日）
3. Starting Over
初出：シングル（2009年7月15日）
4. Sakura
初出：配信（2009年2月14日）／｢レミオベスト｣（2009年3月9日）
5. 3月9日
初出：シングル（2004年3月9日）／｢ether[エーテル]｣（2005年3月9日）